# Mario Desiati
Mario Desiati (né le 13 mai 1977 à Locorotondo dans la province de Bari) est un écrivain, poète et journaliste italien. Le prix Strega lui est décerné en 2022 pour son roman Spatriati.

## Biographie
Mario Desiati né à Locorotondo a grandi à Martina Franca s'occupant de chronique politique et sportive sur la presse locale. 
Il obtient une Laurea en droit à l'université de Bari (2000) et travaille dans un cabinet d'avocats en publiant des essais sur le thème de la responsabilité civile.
En 2003 il déménage à Rome où il est rédacteur en chef de la revue Nuovi Argomenti et « éditeur junior » de la maison d'édition Arnoldo Mondadori Editore.
À partir de 2008, il s'occupe de la direction éditoriale de Fandango Libri appartenant au groupe Fandango editore coordonné par Edoardo Nesi.
Mario Desiati qui a écrit et publié des poésies, anthologies, essais et romans collabore avec les journaux La Repubblica et L'Unità.
Le film Il paese delle spose infelici de Pippo Mezzapesa est tiré du roman éponyme de Mario Desiati.

## Œuvres principales

### Prose
- Neppure quando è notte, peQuod, 2003 ;
- Vita precaria e amore eterno, Arnoldo Mondadori Editore, 2006 ;
- Il paese delle spose infelici, roman, Arnoldo Mondadori Editore, Milan, 2008 ;
- Foto di classe. U uagnon se n'asciot, Casa editrice Giuseppe Laterza & figli, 2009;
- Ternitti, Arnoldo Mondadori Editore, 2011 ;
- Spatriati, Einaudi, 2021. Publié en français sous le titre Les irrésolus, traduction de Romane Lafore, Grasset, Paris, coll. « En lettres d'ancre », 2024

### Poésie
- Le luci gialle della contraerea, récueil de poésie, Lietocolle, 2004 ;
- Inverno, récueil de poésies publiées dans le 9e cahier de poésie italienne, Marcos y Marcos (it).

### Supervision éditoriale en tant quecommissaire d'exposition
- I poeti di vent'anni, anthologie poétique, auteurs divers, Stampa, 2000;
- Nuovissima Poesia Italiana, Mondadori, 2004 ;
- Poeti Circus, les nouveaux poètes italiens autour de la trentaine, anthologie poétique, auteurs divers, Poiesis Editrice, 2005 ;
- l'Album Pasolini, Arnoldo Mondadori Editore, 2005;
- Laboriosi oroscopi : diciotto racconti sul lavoro, la precarieta e la disoccupazione /, Mario Desiati et Tarcisio Tarquini ; préface de Raffaele Manica ; illustrations de Mario Ritarossi, Rome, Ediesse, 2006 ;
- l'antologia sul lavoro precario: I laboriosi oroscopi, editcoop, 2006 ;
- Voi siete qui, anthologie composée d'écrits des plus prometteurs débutants publiés dans les revues littéraires italiennes, 2007 ;
- Ad occhi aperti, Les nouvelles voix narratives italiennes racontent la réalité, en collaboration avec Federica Manzon, Mondadori, 2008 ;
- Il lavoro e i giorni, en collaboration avec Stefano Lucci, Ediesse, 2008.

## Prix et distinctions
- 2006 - Prix pour l'engagement et la littérature civile Paolo Volponi pour Vita precaria e amore eterno
- 2008 - Prix Ferri-Lawrence pour le roman Il paese delle spose infelici
- 2009 - Prix Mondello pour la narration italienne pour le roman Il paese delle spose infelici
- 2010 - Prix Vittorio Bodini, Ve édition
- 2011 - Finaliste du prix Strega avec Ternitti
- 2022 - Prix Strega avec Spatriati.